# Halte de Labège-Village
Halte de Labège-Village – przystanek kolejowy w Labège, w departamencie Górna Garonna, w regionie Oksytania, we Francji.
Jest przystankiem kolejowym Société nationale des chemins de fer français (SNCF), obsługiwanym przez pociągi TER Midi-Pyrénées.